# Marcin IV
Marcin IV (łac. Martinus IV, właśc. Simon de Brie lub de Brion; ur. między 1210 a 1220 w Brie-Comte-Robert, zm. 28 marca 1285 w Perugii) – papież w okresie od 22 lutego 1281 do 28 marca 1285.

## Błąd w imieniu
W związku z faktem, że w średniowieczu wiele katalogów przekręcało imię papieży Maryna I (na "Marcin II") i Maryna II (na "Marcin III"), kolejni papieże, którzy przyjęli imię Marcin zachowywali błędną numerację: Marcin IV powinien w rzeczywistości nazywać się Marcinem II, a Marcin V Marcinem III.

## Życiorys
Marcin IV był Francuzem, urodził się na zamku w Montpensier w okolicach Andrezel, w rodzinie szlacheckiej. Był archidiakonem i kanclerzem Rouen, skarbnikiem kościoła św. Marcina w Tours. W 1261 roku został kreowany kardynałem przez Urbana IV i przez wiele lat pełnił rolę legata papieskiego we Francji.
Po kilkumiesięcznym konklawe, Szymon został wybrany na papieża pod silnym naciskiem Karola Andegaweńskiego. Ponieważ Rzymianie odmówili Marcinowi IV wstępu do miasta, koronował się i stacjonował w Orvieto. Marcin w pełni popierał działania Karola I i oddał mu rzeczywistą władzę w Państwie Kościelnym, mianując jego stronników na wysokie urzędy. Jego relacje z Rudolfem I były poprawne, ale papież odmówił koronowania go na cesarza. Całkowicie zaprzepaścił wysiłki swoich poprzedników w sprawie zjednoczenia z Kościołem wschodnim – w 1281 roku obłożył ekskomuniką bizantyńskiego cesarza Michała Paleologa, uznając go za schizmatyka. Doprowadziło to do unieważnienia postanowień unii lyońskiej w 1283 i próby zorganizowania krucjaty przeciw bizantyńczykom.
30 marca 1282 wybuchło jednak powstanie na Sycylii, przeciwko władzy francuskiej, znane jako nieszpory sycylijskie. Buntownicy zażądali, by Sycylia stała się lennem Stolicy Piotrowej, czemu papież zdecydowanie się sprzeciwił, a także ekskomunikował 21 marca 1283 Piotra III Wielkiego, gdy ten zgodził się przyjąć koronę Królestwa Sycylii.
Papież przyznał mnichom prawo do głoszenia kazań, i słuchania spowiedzi w parafiach. Zmarł 28 marca 1285 w Perugii, półtora miesiąca po śmierci Karola I.